# Tsjechië op de Olympische Zomerspelen 2004
Tsjechië nam deel aan de Olympische Zomerspelen 2004 in Athene, Griekenland. Het was de derde Tsjechische deelname sinds de Tsjecho-Slowaakse deling. Bij de eerste deelname werden 11 medailles gewonnen, waarvan 4 keer goud. Vier jaar geleden was de oogst gedaald tot 8, waarvan 2 keer goud. Nu werden er ook 8 medailles gewonnen, maar het aantal goud was wederom gedaald tot 1.

## Medailleoverzicht

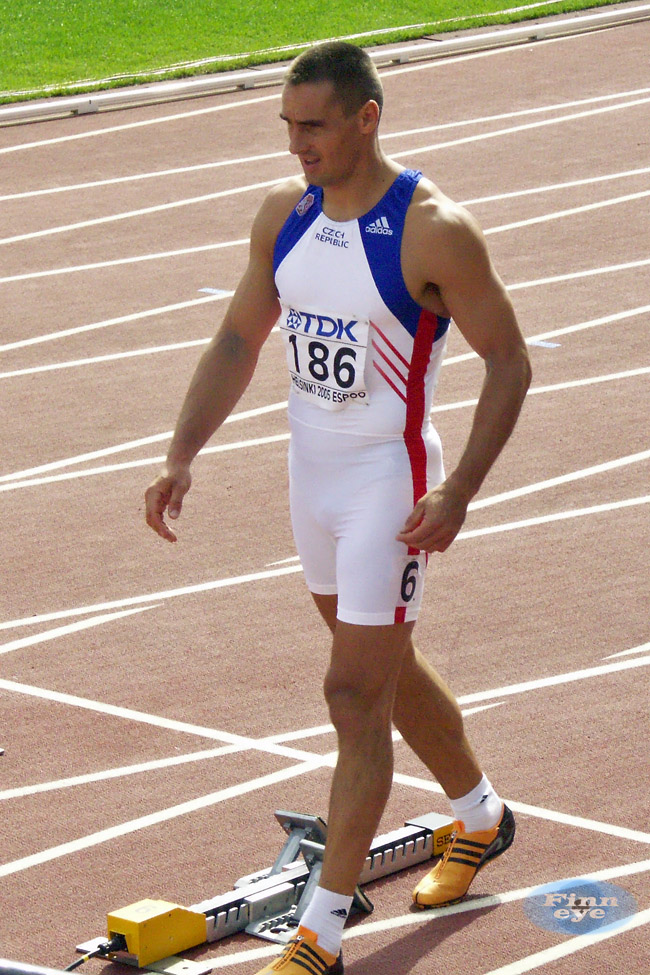
Roman Šebrle

| Sport            | Olympiër                                          | Discipline       | Medaille |
| ---------------- | ------------------------------------------------- | ---------------- | -------- |
| Atletiek         | Roman Šebrle                                      | tienkamp         | Goud     |
| Roeien           | Jakub Hanák David Jirka Tomáš Karas David Kopřiva | dubbel-vier      | Zilver   |
| Schietsport      | Lenka Hyková                                      | 25 m pistool     | Zilver   |
| Zeilen           | Lenka Šmídová                                     | europe klasse    | Zilver   |
| Atletiek         | Jaroslav Bába                                     | hoogspringen     | Brons    |
| Atletiek         | Věra Pospíšilová-Cechlová                         | discuswerpen     | Brons    |
| Kanovaren        | Ondřej Štěpánek Jaroslav Volf                     | slalom C2        | Brons    |
| Moderne vijfkamp | Libor Capalini                                    | mannen           | Brons    |
| Schietsport      | Kateřina Kůrková                                  | 10 m luchtgeweer | Brons    |

## Resultaten en deelnemers per onderdeel

### Atletiek
Vrouwen 100 meter horden:
- Lucie Martincová - Eerste ronde, 13.51 s (ging niet verder)

Mannen 200 meter:
- Jiří Vojtik - Eerste ronde, 20.79 s (ging niet verder)

Mannen 400 meter horden:
- Jiří Mužík - Halve finale, 48.88 s (ging niet verder)
- Štěpán Tesařík - Halve finale, 49.87 s (ging niet verder)

Mannen 800 meter:
- Michal Šneberger - Eerste ronde, 1:47.9 (ging niet verder)

Mannen 1500 meter:
- Michal Šneberger - Halve finale, 3:47.03 (ging niet verder)

Mannen tienkamp:
- Roman Šebrle - 8893 punten (goud, olympisch record)
- Tomáš Dvořák - Niet gefinisht

Vrouwen zevenkamp:
- Michaela Hejnová - 5716 punten (26e plaats)

Mannen marathon:
- Róbert Štefko – 2:27:12 (63e plaats)

Vrouwen marathon:
- Anna Pichrtová - 2:40:58 (28e plaats)

Mannen 20 km snelwandelen:
- Jiří Malysa - DQ

Vrouwen 20 km snelwandelen:
- Barbora Dibelková - 1:33:37 (24e plaats)

Mannen 50 km snelwandelen:
- Miloš Holuša – 4:15:01 (38e plaats)

Vrouwen verspringen:
- Denisa Ščerbová - Eerste ronde: 6.39 meter

Vrouwen hink-stap-springen:
- Šárka Kašpárková - Eerste ronde: 13.79 meter

Mannen hoogspringen:
- Jaroslav Bába - Finale, 2.34 meter (brons)
- Svatoslav Ton - Finale, 2.29 meter (9e plaats)
- Tomáš Janků - Eerste ronde, 2.20 meter (ging niet verder)

Vrouwen hoogspringen:
- Iva Straková - Eerste ronde: 1.89 meter
- Zuzana Hlavoňová - Eerste ronde: 1.85 meter

Mannen polsstokhoogspringen:
- Adam Ptáček - Eerste ronde, 5.50 meter (ging niet verder)
- Štěpán Janáček - Eerste ronde, 5.30 meter (ging niet verder)

Vrouwen polsstokhoogspringen:
- Pavla Hamáčková - Eerste ronde: 4.45 meter, Finale: 4.40 meter (11e plaats)
- Kateřina Baďurová - Eerste ronde: 4.40 meter, Finale: 4.20 meter (12e plaats)

Mannen kogelstoten:
- Petr Stehlík - Finale, 19.21 meter (12e plaats)
- Antonín Žalský - Eerste ronde, 19.09 meter (ging niet verder)

Mannen discus:
- Libor Malina - Finale, 58.78 meter (10e plaats)

Vrouwen discus:
- Věra Pospíšilová-Cechlová - Eerste ronde: 64.48 meter, Finale: 66.08 meter (4e plaats)
- Vladimíra Racková - Eerste ronde: 55.82 meter

Mannen speerwerpen:
- Jan Železný - Finale, 80.59 meter (9e plaats)
- Miroslav Guzdek - Eerste ronde, 76.45 meter (ging niet verder)

Vrouwen speerwerpen:
- Nikola Brejchová - Eerste ronde: 64.39 meter, Finale: 64.23 meter (4e plaats)
- Barbora Špotáková - Eerste ronde: 58.20 meter
- Jarmila Klimešová - Eerste ronde: 57.70 meter

Mannen kogelslingeren:
- Vladimír Maška - Eerste ronde, 71.76 meter (ging niet verder)

Vrouwen kogelslingeren:
- Lucie Vrbenská - Eerste ronde: 60.29 meter

### Basketbal
Vrouwen: 5e plaats
- voorronde: 3-2
- Kwartfinale: verslagen door Rusland, 70-49
- Klassificatie (5/6): versloeg Spanje, 79-68

### Kanovaren
Mannen c1 500 meter:
- Martin Doktor - finale, 5e plaats

Mannen c1 1.000 meter:
- Martin Doktor - finale, 4e plaats

Vrouwen k1 500 meter:
- Michaela Strnadová - halve finale, 13e plaats

Mannen c1 slalom:
- Tomáš Indruch - finale, 5e plaats

Mannen c2 slalom:
- Jaroslav Volf en Ondřej Štěpánek - finale, brons
- Marek Jiras en Tomáš Máder - halve finale, 7e plaats

Mannen k1 slalom:
- Ondřej Raab - halve finale, 14e plaats

Vrouwen k1 slalom:
- Štěpánka Hilgertová - finale, 5e plaats
- Irena Pavelková - halve finale, 15e plaats

### Wielersport

#### Wegwielrennen
Mannen wegwedstrijd:
- René Andrle - 58e plaats, 5:50:35
- Ján Svorada - 63e plaats, 5:50:35
- Ondřej Sosenka - 65e plaats, 5:50:35
- Michal Hrazdíra - niet gefinisht

Vrouwen wegwedstrijd:
- Martina Růžičková - 52e plaats, 3:40:43
- Lada Kozlíková - niet gefinisht

Mannen tijdrit:
- Michal Hrazdíra - 14e plaats, 1:00:07.23
- René Andrle - 17e plaats, 1:00:27.29

Vrouwen tijdrit:
- Lada Kozlíková - 5e plaats, 32:15.41

#### Baanwielrennen
Vrouwen individuele achtervolging:
- Lenka Valová - kwalificatieronde, 11e plaats

Mannen individueel sprint:
- Alois Kaňkovský - 1/16 herkansing, niet gerangschikt

Mannen tijdrit:
- Alois Kaňkovský - 10e plaats, 1:03.038

Mannen puntenrace:
- Milan Kadlec - 5e plaats, 65 punten

Vrouwen puntenrace:
- Lada Kozlíková - 14e plaats, 0 punten

Mannen keirin:
- Ivan Vrba - klassificatie 9-12, 10e plaats

Mannen madison:
- Milan Kadlec en Petr Lazar - 13e plaats, 2 punten (-1 lap)

#### Mountainbiken
Mannen cross country:
- Radim Kořínek - 22e plaats, 2:25:28
- Jaroslav Kulhavý - niet gefinisht

### Paardensport
Individueel eventing:
- Jaroslav Hatla met Jennallas Boy - finale, 22e plaats

### Gymnastiek
Turnen, vrouwen
- Jana Komrsková - plaatste zich voor geen enkel onderdeel

Vrouwen, ritmische gymnastiek:
- individueel
  - Dominika Červenková - 20e plaats

### Judo
Vrouwen 70 kg:
- Andrea Pažoutová - verslagen in de achtste finale; herkansing laatste 16

### Moderne vijfkamp
Mannen:
- Libor Capalini - brons
- Michal Michalík - 6e plaats

Vrouwen:
- Alexandra Kalinovská - 26e plaats

### Triatlon
Mannen individueel:
- Filip Ospalý — 1:57:17.58 (→ 29e plaats)
- Martin Krňávek — 2:02:54.59 (→ 42e plaats)

Vrouwen individueel:
- Lenka Radová — 2:09:54.47 (→ 26e plaats)
- Renata Berková — 2:11:50.94 (→ 32e plaats)
- Lucie Zelenková — Niet gefinisht

### Volleybal
Vrouwen beachvolleybal:
- Eva Celbová en Soňa Nováková
  - Voorronde: 2-1
  - Laatste 16: Met 2-0 verslagen door Holly McPeak en Elaine Youngs, Verenigde Staten

Afghanistan · Albanië · Algerije · Amerikaanse Maagdeneilanden · Amerikaans-Samoa · Andorra · Angola · Antigua en Barbuda · Argentinië · Armenië · Aruba · Australië · Azerbeidzjan · Bahama's · Bahrein · Bangladesh · Barbados · België · Belize · Benin · Bermuda · Bhutan · Bolivia · Bosnië en Herzegovina · Botswana · Brazilië · Britse Maagdeneilanden · Brunei · Bulgarije · Burkina Faso · Burundi · Cambodja · Canada · Centraal-Afrikaanse Republiek · Chili · China · Chinees Taipei · Colombia · Comoren · Congo-Brazzaville · Congo-Kinshasa · Cookeilanden · Costa Rica · Cuba · Cyprus · Denemarken · Djibouti · Dominica · Dominicaanse Republiek · Duitsland · Ecuador · Egypte · El Salvador · Equatoriaal-Guinea · Eritrea · Estland · Ethiopië · Fiji · Filipijnen · Finland · Frankrijk · Gabon · Gambia · Georgië · Ghana · Grenada · Griekenland · Groot-Brittannië · Guam · Guatemala · Guinee · Guinee‑Bissau · Guyana · Haïti · Honduras · Hongarije · Hongkong · Ierland · IJsland · India · Indonesië · Irak · Iran · Israël · Italië · Ivoorkust · Jamaica · Japan · Jemen · Jordanië · Kaaimaneilanden · Kaapverdië · Kameroen · Kazachstan · Kenia · Kirgizië · Kiribati · Koeweit · Kroatië · Laos · Lesotho · Letland · Libanon · Liberia · Libië · Liechtenstein · Litouwen · Luxemburg · Macedonië · Madagaskar · Malawi · Malediven · Maleisië · Mali · Malta · Marokko · Mauritanië · Mauritius · Mexico · Micronesië · Moldavië · Monaco · Mongolië · Mozambique · Myanmar · Namibië · Nauru · Nederland · Nederlandse Antillen · Nepal · Nicaragua · Nieuw-Zeeland · Niger · Nigeria · Noord-Korea · Noorwegen · Oeganda · Oekraïne · Oezbekistan · Oman · Oostenrijk · Oost‑Timor · Pakistan · Palau · Palestina · Panama · Papoea-Nieuw-Guinea · Paraguay · Peru · Polen · Portugal · Puerto Rico · Qatar · Roemenië · Rusland · Rwanda · Saint Kitts en Nevis · Saint Lucia · Saint Vincent en Grenadines · Salomonseilanden · Samoa · San Marino · Sao Tomé en Principe · Saoedi-Arabië · Senegal · Servië en Montenegro · Seychellen · Sierra Leone · Singapore · Slovenië · Slowakije · Soedan · Somalië · Spanje · Sri Lanka · Suriname · Swaziland · Syrië · Tadzjikistan · Tanzania · Thailand · Togo · Tonga · Trinidad en Tobago · Tsjaad · Tsjechië · Tunesië · Turkije · Turkmenistan · Uruguay · Vanuatu · Venezuela · Verenigde Arabische Emiraten · Verenigde Staten · Vietnam · Wit-Rusland · Zambia · Zimbabwe · Zuid-Afrika · Zuid-Korea · Zweden · Zwitserland